# Földi Ádám
Földi Ádám (Földi László Ádám, Cegléd, 1979. december 30.) magyar színész.

## Pályája
Általános iskolai tanulmányait Tápiószelén végezte. A pannonhalmi Bencés Gimnáziumban érettségizett. A Szegedi Tudományegyetem földrajz szakán két szemesztert elvégzett, majd felvették a színművészetire.
2004-ben nyert felvételt a Színház- és Filmművészeti Egyetemre Zsámbéki Gábor és Zsótér Sándor osztályába. Gyakorlatát a Radnóti Miklós Színházban töltötte, majd 2008-ban, a diploma megszerzését követően a Nemzeti Színházban kapott szerződést, melynek 2013-ig tagja volt.

## Szerepei

### Ódry Színpad
- Goldoni: A háború (Don Sigismondo, az ostromlók parancsnoka)
- Ház Na'Conxypan-ban (Dr. Hutterton)
- Kraus: Az emberiség végnapjai (Katona)
- Shakespeare: "Vigyétek ki az éjjelit!"
- Weöres: Octous, avagy Szent György és a Sárkány históriája (Giorgo lovag; Szent György; Diocletianus császár hadvezére
- Csehov: Sputnik Disco

### Radnóti Színház
- Térey: Asztalizene (Krisztián, belsőépítész, díszlettervező)
- Filippo: Nápolyi kísértetek (2. hordár (elítélt lélek); Maddalena, Califano felesége)

### Nemzeti Színház
- Euripidész: Oresztész (Apollón)
- Remenyik: Pokoli disznótor (Szolga)
- Racine: Atália (Zakariás, Joád és Jozabet fia)
- Webster: Amalfi hercegnő (Silvio)
- Ödön von Horváth: Mesél a bécsi erdő (Hierlinger Ferdinánd)
- Darvas- Varró- Hamvai- Rejtő: Vesztegzár a Grand Hotelben (Sedlintz, egészségügyi tanácsos)
- Katona: Bánk bán – junior (Biberach)
- Lázár: Berzsián és Dideki (Vinkóci Lőrénc, kocsmáros)
- Tábori: Mein Kampf (Leopold, Halál asszony szolgája)
- Sperr: Vadászjelenetek Alsó-Bajorországból (Pap)
- Závada: Magyar ünnep (Flamm Johannka, sajtóhivatalnok, Imre öccse)
- Kovács- Mohácsi- Mohácsi: Egyszer élünk avagy a tenger azontúl tűnik semmiségbe
- Madách: Az ember tragédiája
- Shaw: Szent Johanna (Károly, a dauphin, később VII. Károly francia király)
- Sütő: Egy lócsiszár virágvasárnapja (Günther báró)
- Hub: Náthán gyermekei (Kurt)
- Vörösmarty: Csongor és Tünde (Csongor)
- Csehov: Sirály (Trigorin)

### Egyéb helyszín
- Churchill: Hetedik mennyország (Clive, gyarmati tisztviselő; Martin, Victoria férje) – MU Színház
- Shakespeare: Korijolánusz – MU Színház
- Lady Chatterley szeretője (Tommy Dukes) – Trafó; Dollár Papa Gyermekei társulat

## Filmek, sorozatok
- Decameron 2007 (2007)
- Csavargó (2. férfi) 2008
- Hajónapló (Horgász) 2009
- Nulladik találkozás (Mediátor) 2010
- Noé (Noé) 2011
- A holló (Titkár) 2012
- Munkaügyek (Kommandós) 2012
- Hacktion: Újratöltve (2013)
- A játék (2013)
- Mintaapák (2020–2021)
- A mi kis falunk (2021)
- Pepe (2022)